# Elena Kountoura

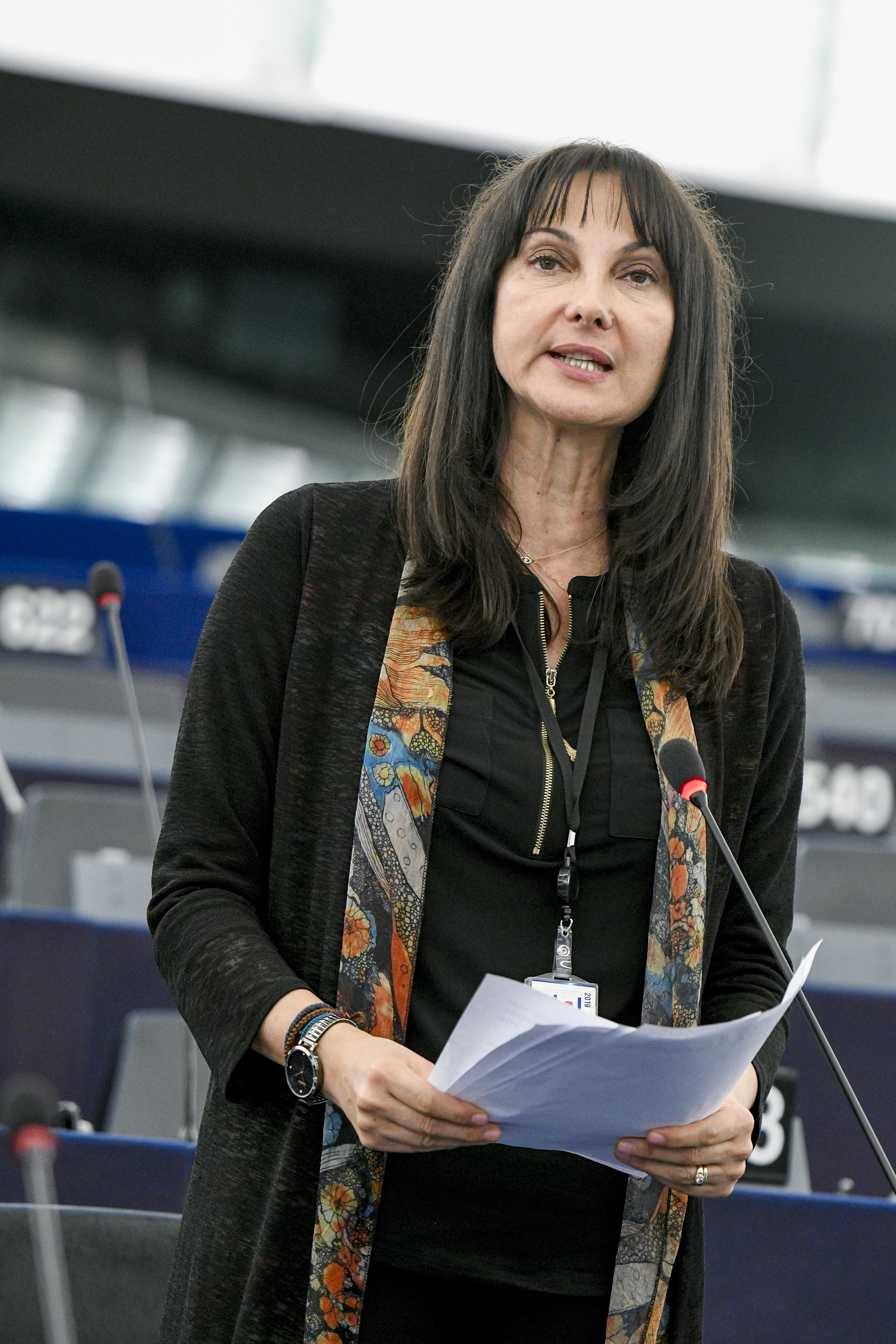
Elena Kountoura im Europäischen Parlament (2019)

Elena Kountoura, auch Elena Koundoura, griechisch Έλενα Κουντουρά (* 2. November 1962 in Athen) ist eine griechische Politikerin (Nea Dimokratia bis 2012, Anexartiti Ellines 2012–2019, Syriza seit 2019). Kountara hatte von 2016 bis 2019 das Amt der Tourismusministerin unter Alexis Tsipras inne. Seit der Europawahl 2019 ist sie Mitglied des Europäischen Parlaments als Teil der Konföderalen Fraktion der Vereinten Europäischen Linken/Nordische Grüne Linke. Vor ihrer politischen Karriere arbeitete Kountoura als Modell, Leiterin einer Frauen-Zeitschrift sowie als Sportlerin.

## Leben

### Jugend und Karriere als Sportlerin
Elena Kountoura wurde am 2. November 1962 in Athen als Tochter des ehemaligen griechischen Armeeoffiziers und Monarchisten Alexandros Kountouras geboren. Seit ihrer Kindheit betrieb Kountoura Leichtathletik. Im Alter von zwölf Jahren begann sie ihr Training als Hochspringerin an der Nationalen Gymnastikakademie Griechenlands. An der Bildungseinrichtung schloss sie auch ihre Schullaufbahn ab, bevor sie an der Nationalen und Kapodistrias-Universität Athen studierte.
Kountoura war eine Spitzensportlerin der griechischen Leichtathletik-Nationalmannschaft und gewann 1978 den Hochsprung und den 100-Meter-Sprung bei der Panhellenischen Leichtathletik-Meisterschaft der Frauen.

### Tätigkeit als Modell
Später wechselte sie das Berufsfeld und arbeitete von 1984 bis 1997 als internationales Model. 1990 wählte der amerikanischen Fernsehsender CNN Kountoura zu einem der zehn schönsten Models der Welt. Sie arbeitete viele Jahre lang mit Serge Lutens zusammen, einem bekannten französischen Fotografen, Designer und Produzenten in der Modewelt. Auch arbeitete sie mit dem japanischen Kosmetikunternehmen Shiseido zusammen und war für viele Jahre das „Gesicht“ der Marke.

### Politische Karriere in Griechenland
1997 kehrte sie nach Griechenland zurück, ab 2004 leitete sie eine Frauenzeitschrift. Bei den Wahlen zum griechischen Parlament 2004 kandidierte sie für die konservative Nea Dimokratia und wurde für den Wahlkreis Athen A ins Parlament gewählt. Bei den Wahlen 2007 und 2009 konnte sie ihr Mandat nicht verteidigen und wurde jeweils nur Stimmenzweite, obwohl sie 2007 mehr Stimmen als 2004 erhielt.
Im November 2011 rückte Kountoura ins Parlament nach, nachdem Dimitris Avramopoulos sein Mandat aufgab, um Minister in der Regierung von Loukas Papadimos zu werden. Im Februar 2012 stimmte sie in einer Parlamentsabstimmung gegen sogenannte „Zweite Memorandum“ (Zweites Sparpaket vereinbart zwischen Troika und griechischer Regierung), darauf strich Parteichef Antonis Samaras sie von der Kandidatenliste für die anstehenden Wahlen.
Aus diesem Grund verließ Kountoura die Partei und schloss sich den Anexartiti Ellines (Unabhängige Griechen) an. Bei den Doppelwahlen im Mai und Juni 2012 wurde sie zur Abgeordneten für die Partei im Wahlkreis Athen A gewählt. 2014 übernahm sie das Amt der Vorsitzenden des Parlamentarischen Ausschusses für Film und Kino. Im Rahmen einer Kabinettsumbildung im November 2016 berief Premierminister Alexis Tsipras sie ihn seine Regierung, sie leitete das Ministerium für Tourismus.

### Wahl ins Europaparlament

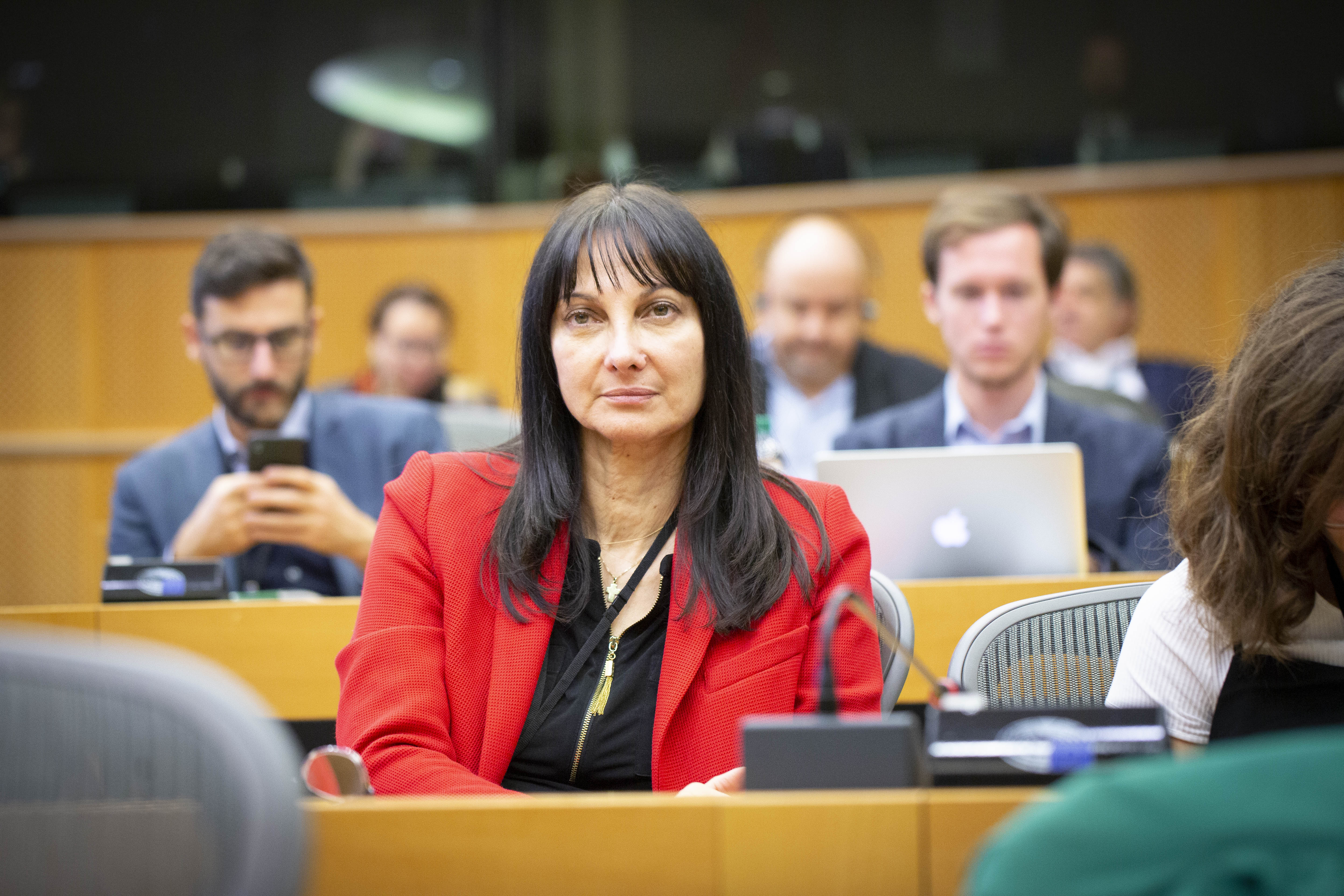
Kountoura (2019)

Am 14. Januar 2019 wurde sie aufgrund ihrer anhaltenden Unterstützung für die Regierung Tsipras nach dem Prespa-Abkommen, das den Rückzug der Partei aus der Regierungskoalition auslöste, aus ihrer Partei, den Anexartiti Ellines, ausgeschlossen. Sie trat daraufhin der Syriza bei. Diese nominierte sie bei den Europawahlen 2019 für den zweiten Listenplatz, sie trat daraufhin von ihrem Amt als Ministerin zurück.
Syriza gewann bei den Wahlen 23,7 Prozent und damit 6 der 21 griechischen Mandate. Kountura gewann damit ihr Mandat direkt und trat gemeinsam mit ihren Parteikolleginnen und -kollegen der Konföderalen Fraktion der Vereinten Europäischen Linken/Nordische Grüne Linke bei. Für die Fraktion ist Kountura Mitglied im Ausschuss für Verkehr und Tourismus, sowie stellvertretendes Mitglied im Ausschuss für Industrie, Forschung und Energie und im Ausschuss für die Rechte der Frau und die Gleichstellung der Geschlechter.

### Privat
Kountoura war in erster Ehe mit dem Fußballspieler Michel Pineda verheiratet. In zweiter Ehe ist sie mit dem Basketballspieler Sarantis Papachristopoulos verheiratet, mit ihm hat sie zwei Söhne.